# えきマチ1丁目佐世保
えきマチ1丁目佐世保（えきマチいっちょうめさせぼ）は、長崎県佐世保市の佐世保駅にあるJR九州ビルマネジメントが運営する複合商業ビルである。
2002年11月1日開業。2014年11月1日にフレスタSASEBOから名称変更した。駅構内にあるテナント（駅なか）、駅に併設された平屋建ての飲食棟と3階建てのファッション棟で構成されており、ファッション棟のエスカレーターを背にステージが配置されたパティオ広場と呼ばれる屋外スペースが設けられている。
2021年7月21日には、海上自衛隊佐世保地方総監部からの貸与を受け、ファッション棟の「SEATTLE'S BEST COFFEE」側出入口付近に新たなシンボルとして、2020年11月に退役した護衛艦「あさゆき」の主錨がモニュメントとして設置された。

## えきマチ1丁目佐世保

### 駅なか
- ラフィネ（リラクゼーション）※ファッション棟3階から移動
- エレナ（スーパーマーケット）
- マツモトキヨシ（ドラッグストア） ※2023年5月26日開業、同年2月末をもって閉店したMIZ跡に出店
- 保険見直し本舗
- 佐世保銘品蔵（おみやげ）
- 文明堂総本店（カステラ）
- 肥前ほがや（おみやげ）
- クロネコヤマト（宅配便）
- 佐世保駅チャンスセンター（宝くじ）
- ファミリーマートJR佐世保駅店（コンビニエンスストア、JR九州子会社のJR九州リテールが運営している）
- ATM
  - 十八親和銀行（佐世保支店 佐世保駅出張所）
  - ゆうちょ銀行（熊本支店 JR佐世保駅東口出張所）

### 1階
- 飲食棟
  - 濱かつ（とんかつ）
  - ペッパーランチ（ステーキ）
- ファッション棟
  - CINNABON・SEATTLE'S BEST COFFEE（カフェ）
  - earth music & ecology premium store（レディス）
  - zakka eQ（雑貨）
  - Gready Brilliant（レディス）
  - Maison de CINQ（レディス）
  - MK MICHEL KLEIN（レディス）
  - SM2（レディス）
  - SHOO・LA・RUE（レディス）
  - 風花（生花）
  - ホワイト急便（クリーニング）

### 2階
- ABC-MART（靴）
- Right-on（メンズ・レディス・キッズ）
- SUIT SELECT

### 3階
- シャンプーボーイ（美容室）
- キャンドゥ（100円ショップ）
- ホットヨガスタジオLAVA（ヨガ教室）
- シマムラミュージック（楽器・スタジオ）

### パティオ広場
ステージとベンチが配置された屋外スペースで、イベント開催時のスペースとして使用されている（屋外のため、天候によっては中止される場合がある）。以前は「ミュージック・テラス」の名称で、週末や祝祭日を中心に地元のアマチュアミュージシャンを中心としたライブ、ピエロをはじめとするストリートパフォーマンス、地元高校によるチアリーディングなども行われていた。

## JR九州佐世保ビル（FRIESTA SASEBO Jr.）
2006年3月、佐世保駅東口南側に9階建てのJR九州佐世保ビルが完成し、1～3階までフレスタSASEBO Jr.としてオープン。

### 1階
- 眼科
- Menicon Miru佐世保店（コンタクトレンズショップ）※2020年12月に「ピュアショップ」を改装し、メニコン直営の店舗として開業。
- 歯科医院
- おさかな市場（海鮮居酒屋）

### 2階
- 歯科医院
- 内科医院
- アディーレ法律事務所佐世保支店（法律事務所）
- カーブス（女性専用フィットネスクラブ）

### 3階
- USEN佐世保支店（オフィス）
- セコム佐世保支社（オフィス）
- EQWELチャイルドアカデミー佐世保教室（幼児教育）
- 明光義塾佐世保駅前教室（学習塾）
- NOVA佐世保校（英会話教室）

### 4～9階
RJR佐世保（賃貸マンション）

## ろくてん通り
佐世保駅周辺再開発に伴い閉鎖された佐世保駅前地下街の一部店舗が、JR九州佐世保ビルそばの駅高架下に移転したもの。名称は移転した店舗の数に由来。

### 1階（駅高架下）
- 香蘭（ちゃんぽん・皿うどんなど）
- 大善（ちゃんぽん・皿うどんなど）
- 十八番（たこ焼き）
- とらや（喫茶・軽食）
- 理容さかもと
- たて石うどん（うどん・そば）